# Gazzella
Le gazzelle sono, in senso stretto, un gruppo di Bovidi della sottofamiglia degli Antilopini diffusi principalmente nelle regioni di savana e deserto dell'Africa e dell'Asia. Questo gruppo comprende 17 specie, suddivise in tre generi (Eudorcas, Gazella e Nanger). In un senso più ampio, comunque, vengono indicati come gazzelle tutti i membri della tribù degli Antilopini.

## Descrizione
Le gazzelle sono animali esili e muniti di lunghe zampe. Misurano 85-170 cm di lunghezza, hanno una coda lunga 15-30 cm, raggiungono 50-110 cm di altezza al garrese e pesano 12-85 kg. Il manto è generalmente di colore grigio-giallastro sulla regione dorsale e sui fianchi e bianco sulla regione inferiore. In molte specie, lungo i fianchi, è presente una striscia nera che separa la colorazione più scura del dorso da quella più chiara del ventre.
Le corna sono presenti in entrambi i sessi - tranne che nella gazzella subgutturosa, dove sono presenti solo nei maschi -, ma nelle femmine sono più brevi e delicate. Misurano in media 25-35 cm di lunghezza.

## Distribuzione e habitat
Le gazzelle sono diffuse in tutta l'Africa (Madagascar escluso) e in gran parte dell'Asia (dalla Penisola Arabica fino alle regioni settentrionali di India e Cina). Prediligono ambienti aperti e aridi, come le praterie, ma alcune specie si incontrano anche in deserti e semideserti.

## Biologia
Le femmine di gazzella e i loro piccoli vivono in gruppi composti da 10-30 esemplari, ma nelle savane africane si possono incontrare anche branchi di centinaia o migliaia di animali. I maschi, invece, trascorrono i primi anni di vita in gruppi di scapoli e poi divengono territoriali. Durante la stagione degli amori, radunano attorno a sé le femmine che entrano nel loro territorio, difendendole dai maschi rivali.
Tutte le gazzelle sono corridori veloci che possono percorrere grandi distanze a velocità di 50 km/h. Inoltre, è noto che la gazzella di Thomson può perfino raggiungere i 64 km/h.
Le gazzelle sono erbivore e si nutrono di una vasta gamma di erbe e vegetali vari.

## Specie
L'esatto numero di specie di gazzella e i rapporti che intercorrono tra di esse non sono del tutto chiari. La sistematica moderna ne riconosce 18 specie diverse (secondo la tassonomia di Wilson e Reeder, 2005), suddivise in tre generi (Gazella, Eudorcas e Nanger):

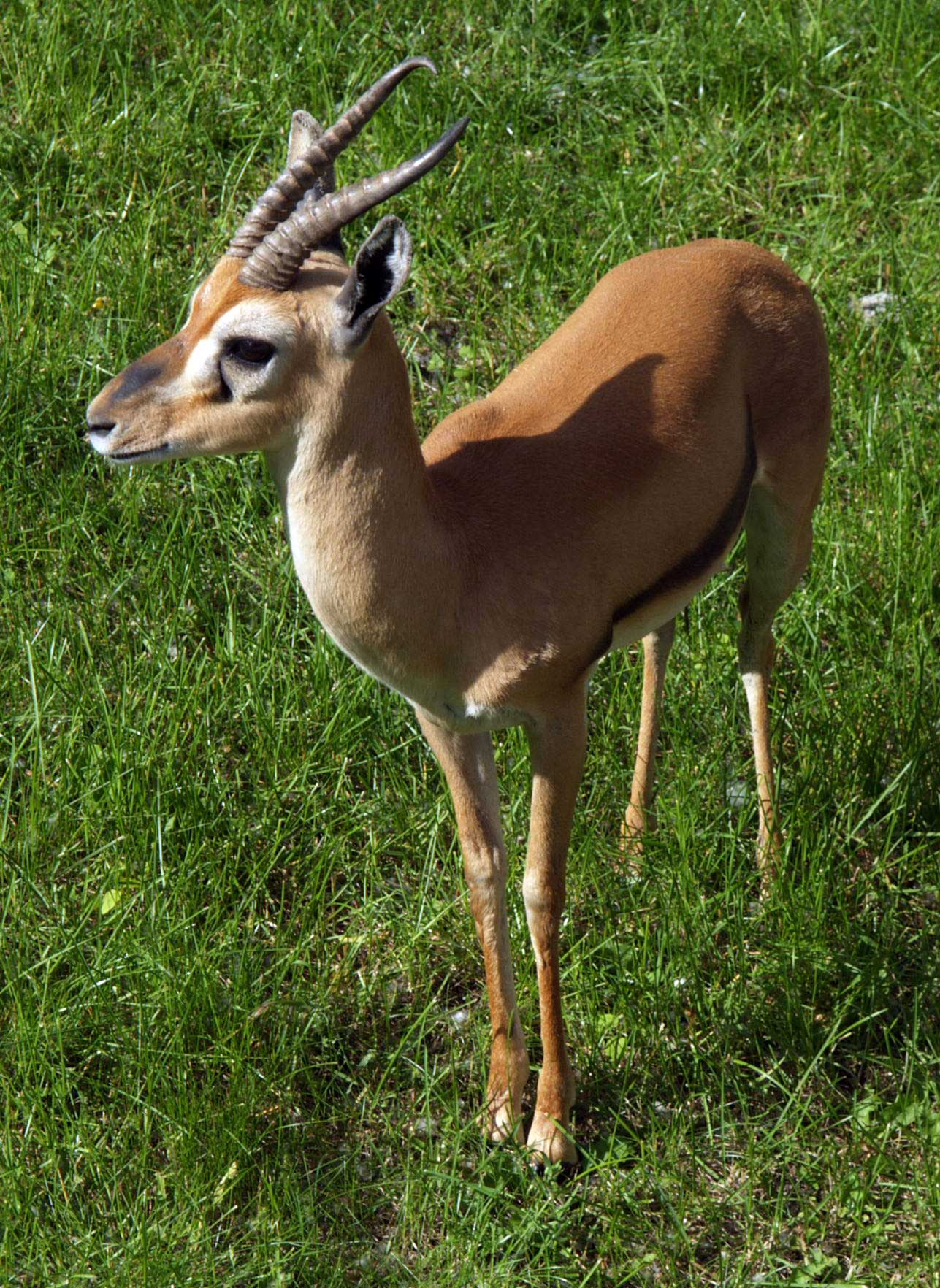
Gazzella dalla fronte rossa.

- Eudorcas albonotata (W. Rothschild, 1903) - gazzella di Mongalla; è originaria delle savane e delle pianure del Sudan meridionale. In passato veniva considerata una sottospecie della gazzella di Thomson o della gazzella dalla fronte rossa.
- Eudorcas rufifrons (Gray, 1846) - gazzella dalla fronte rossa; è molto diffusa nelle savane dell'Africa occidentale. Presenta un mantello di color marrone chiaro, con sottili strisce nere sui fianchi. Deve il nome a una macchia color rosso-mattone presente sulla fronte. Tra le sue sottospecie ricordiamo la gazzella di Heuglin (E. r. tilonura), diffusa nella regione al confine tra Etiopia e Sudan.
- Eudorcas thomsonii (Günther, 1884) - gazzella di Thomson; è la gazzella più numerosa. Popola con circa un milione di esemplari le savane di Kenya e Tanzania, e, dopo lo gnu striato, è l'ungulato più comune nel Serengeti. Ciascun gruppo può essere composto anche da diverse migliaia di capi. Nell'ecosistema del Serengeti, quindi, questa specie svolge un ruolo significativo. Gli adulti possono correre a 60 km/h, velocità grazie alla quale riescono a sfuggire a tutti i predatori, tranne il ghepardo, loro nemico principale. Deve il nome all'esploratore scozzese Joseph Thomson. A volte è considerata una sottospecie della gazzella dalla fronte rossa.

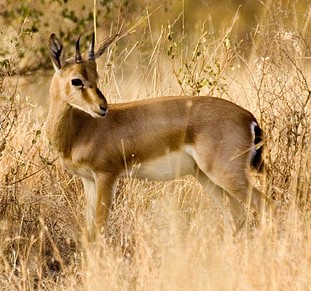
Gazzella indiana.

- Gazella bennettii (Sykes, 1831) - gazzella indiana; è diffusa nel sud dell'Iran, in Pakistan e nell'India settentrionale. Malgrado in alcune aree, soprattutto in Pakistan, sia divenuta molto rara, nelle riserve indiane e iraniane ve ne sono ancora circa 10.000 esemplari.
- Gazella cuvieri (Ogilby, 1841) - gazzella di Cuvier; in pericolo di estinzione, vive solo in alcune valli della Catena dell'Atlante. Ne rimangono solo poche centinaia di capi.
- Gazella dorcas (Linnaeus, 1758) - gazzella dorcade; è, insieme a quelle di Thomson e di Grant, diffuse nelle savane dell'Africa orientale, una delle gazzelle più note. Il suo areale si estende all'intero Nordafrica, fino al Sahel.

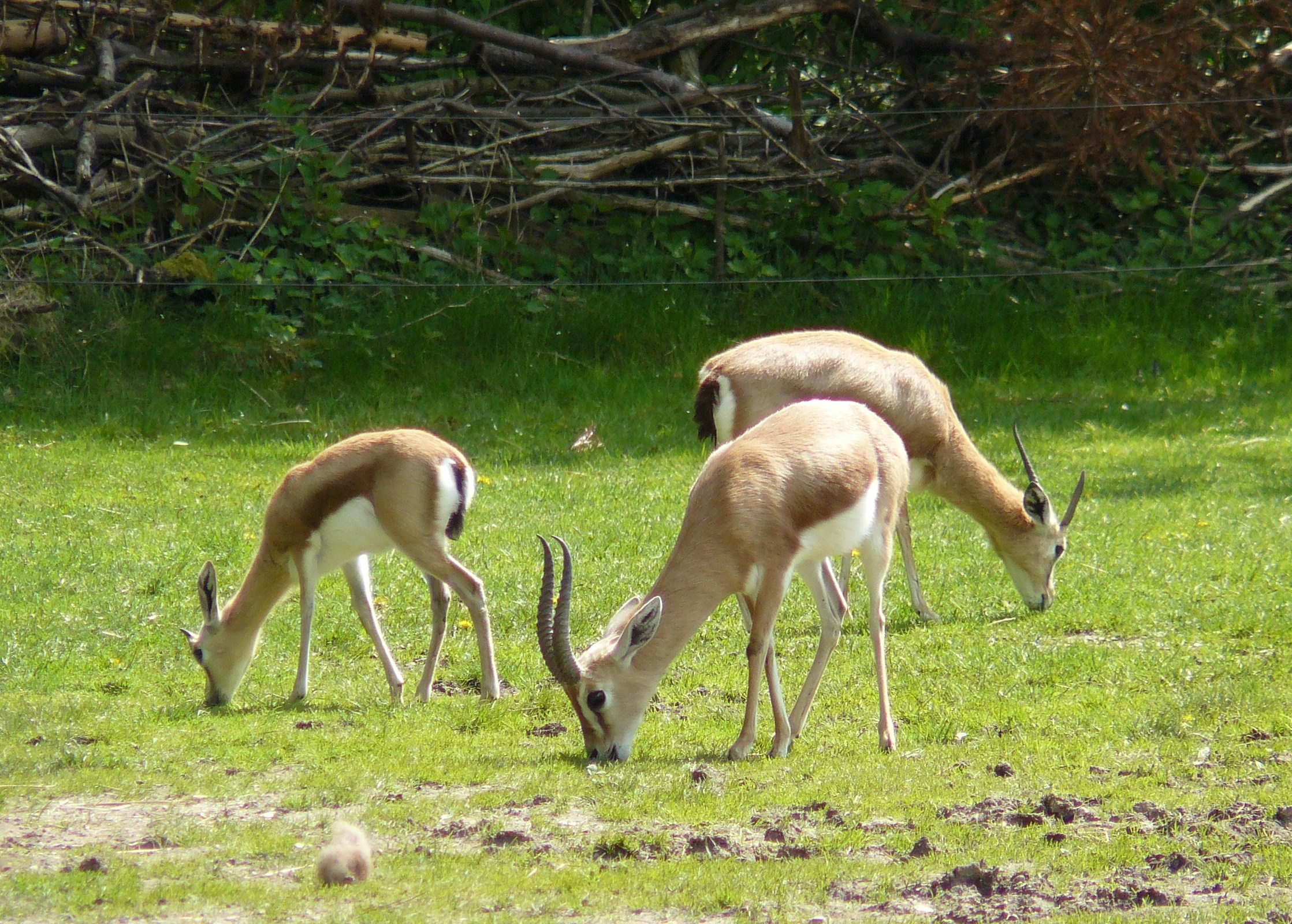
Gazzelle dorcadi.

- Gazella gazella (Pallas, 1766) - gazzella di montagna o edmi; in passato era diffusa in Egitto, Asia occidentale e Penisola Arabica. Ne vengono riconosciute sette sottospecie, tra le quali ricordiamo:
  - G. g. cora - gazzella di montagna dell'Arabia; vive in Arabia Saudita e Oman, ma è estinta nello Yemen. Dei 10.000 esemplari rimasti, il 90% vive in Oman. Deve la sua rarità alla caccia intensiva (tra il 1996 e il 2003 la popolazione è diminuita del 25%). Si trova in grave pericolo di estinzione.
  - G. g. farasani - gazzella delle Farasan; vive solamente nelle Isole Farasan, un gruppo insulare situato nel Mar Rosso, presso le coste dell'Arabia Saudita. Dal momento che queste isole sono riserva naturale, questa sottospecie è meno minacciata rispetto alle altre. Ne rimangono circa 1000 esemplari.
  - G. g. gazella - gazzella di montagna della Palestina; vive nel nord di Israele e in Libano, ma è scomparsa da Siria, Giordania ed Egitto. Un'epidemia di afta epizootica ne ha ridotto il numero a solo 3000 esemplari e da allora è divenuta una razza minacciata. In Israele è strettamente protetta.
  - G. g. acaciae - gazzella delle acacie; presente nel sud di Israele, si tratta in apparenza di una popolazione relitta rimasta isolata, dopo la fine dell'era glaciale, nello sperduto Wadi Araba, una valle a nord di Eilat. Negli anni '50, su una superficie di 7,5 km² ve ne erano diverse centinaia di esemplari; un progetto di deviazione delle acque, però, ha privato la valle delle sue riserve idriche, causando un'estinzione di massa. Oggi, di questa gazzella ne rimane solo una ventina di esemplari. Sebbene siano rigorosamente protetti, rimangono tuttavia esposti alla predazione di lupi e sciacalli.
  - G. g. muscatensis - gazzella di Mascate; è diffusa nella regione costiera settentrionale dell'Oman; la costruzione di strade e l'avanzata degli insediamenti umani ne ha così gravemente danneggiato l'habitat che ora ne rimane solamente un centinaio di capi.

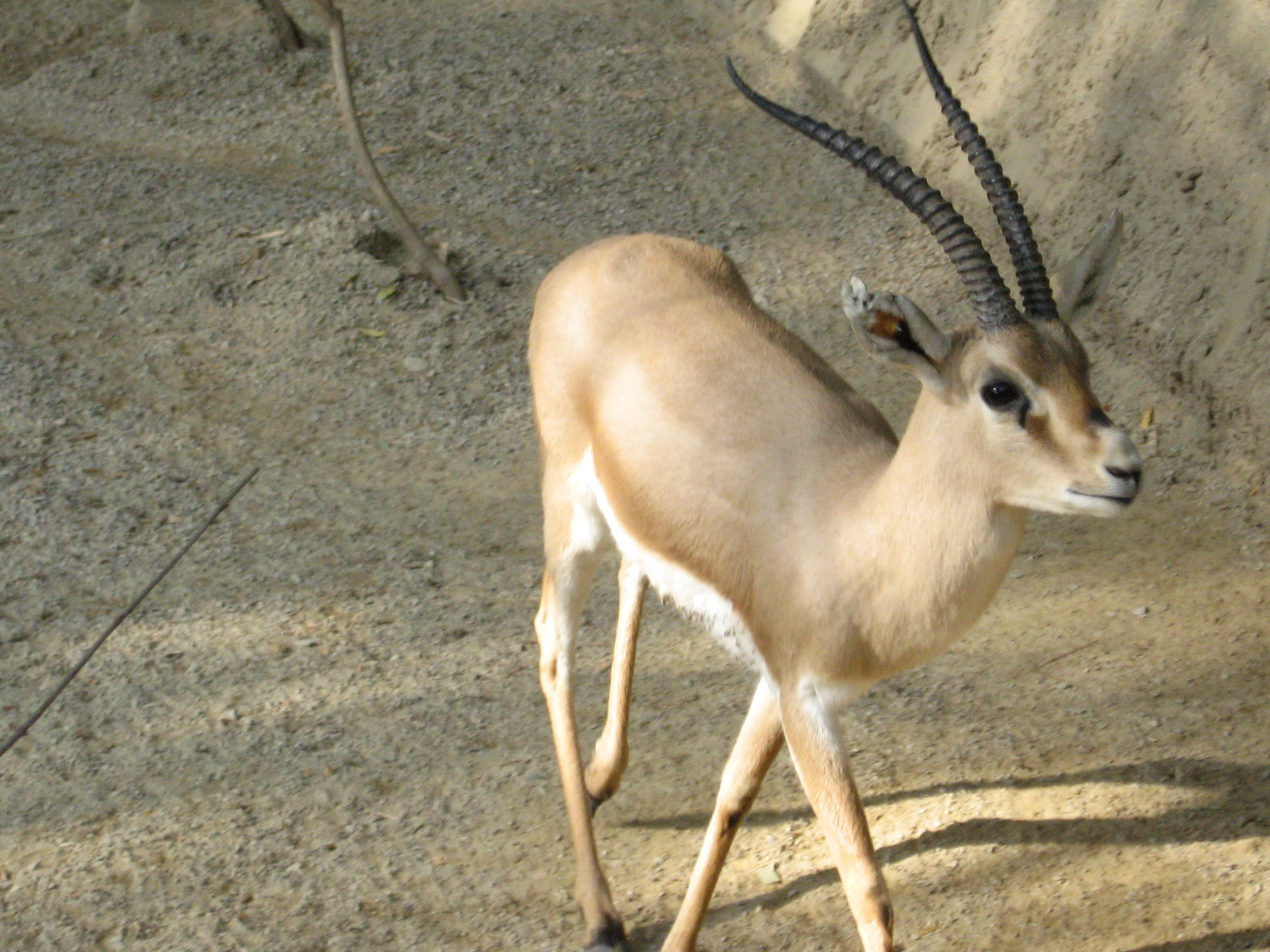
Gazzella bianca.

- Gazella leptoceros (F. Cuvier, 1842) - gazzella bianca; è una specie ben adattata a vivere nel deserto del Sahara, con un manto color bianco crema e corna estremamente sottili. Ha zoccoli molto allargati, in modo da non affondare nella sabbia. Per evitare il caldo, ha abitudini notturne. È in grado di sopravvivere anche senza bere, ricavando i liquidi necessari dal cibo. La IUCN la inserisce tra le specie in pericolo.
- Gazella spekei Blyth, 1863 - gazzella di Speke; è in gran parte confinata alla Somalia, ma occasionalmente qualche esemplare si spinge fin sul territorio etiope. Vive nei semideserti rocciosi. Ha un manto color beige-marrone con strisce nere sui fianchi. Unica tra le gazzelle, possiede un corrugamento cutaneo trasversale sul dorso del naso. Quando emette il grido d'allarme, simile al suono prodotto da un colpo di pistola, gonfia il naso fino a fargli assumere la forma di una pallina da tennis. La IUCN la inserisce tra le specie in pericolo, ma il suo stato attuale è poco conosciuto. Deve il nome all'esploratore britannico John Hanning Speke.
- Gazella subgutturosa (Güldenstädt, 1780) - gazzella subgutturosa; diversamente da tutte le altre gazzelle, in questa specie le femmine sono in genere prive di corna, o hanno solo due piccoli tronconi. Il suo areale si estende dall'Azerbaigian alla Manciuria, attraverso le regioni orientali della Penisola Arabica, l'Iran, l'Afghanistan, il Pakistan, il nord-ovest dell'India, l'Uzbekistan, lo Xinjiang e la Mongolia. Di questa vasta area, popola i deserti, i semideserti e le steppe.

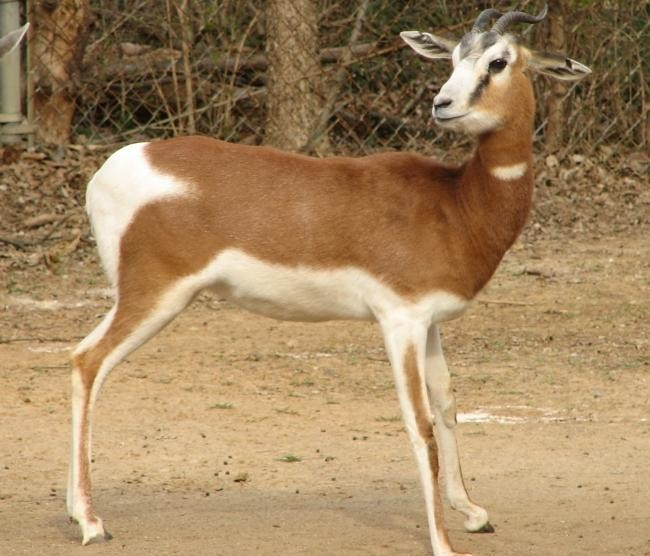
Gazzella dama.

- Nanger dama (Pallas, 1766) - gazzella dama; presenta una colorazione molto variabile: il manto delle popolazioni orientali è marrone e bianco, mentre quello delle popolazioni occidentali è quasi completamente rosso; tutti gli esemplari di questa specie, comunque, possiedono una macchia bianca sulla gola, attraverso la quale vengono identificati dagli studiosi. Il suo areale si estende attraverso i confini meridionali del Sahara, in Mali, Niger, Ciad e Sudan. Qui effettua migrazioni stagionali tra il deserto e il Sahel. Il significato del nome è controverso. Mentre alcuni ritengono che derivi dal latino dama («daino»), altri vedono piuttosto una correlazione con l'arabo dammar («pecora»).
- Nanger granti (Brooke, 1872) - gazzella di Grant; è, insieme a quella di Thomson, la gazzella più comune. Ciò è particolarmente vero per le popolazioni di Kenya, Tanzania e Uganda, mentre quelle diffuse più a nord, in Etiopia, Sudan e Somalia, sono molto più esigue. Nelle savane dell'Africa orientale ne vivono in tutto 350.000 capi, i quali formano branchi che possono comprendere diverse centinaia di animali. Il manto è marrone-beige sulla regione dorsale e bianco su quella ventrale. Si distingue facilmente dalla gazzella di Thomson per l'assenza della striscia nera sul fianco.

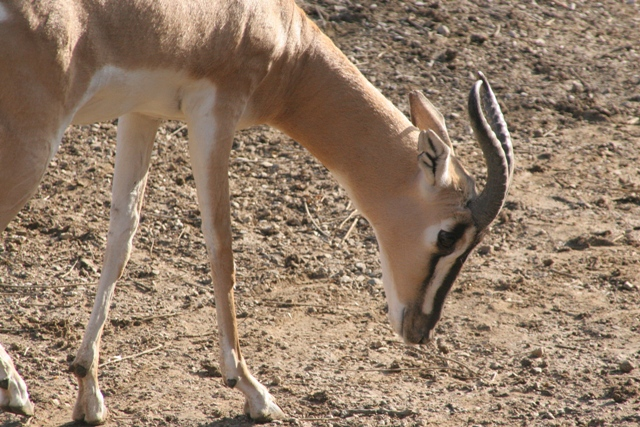
Gazzella di Soemmerring.

- Nanger soemmerringii (Cretzschmar, 1826) - gazzella di Soemmerring; è una gazzella con le regioni superiori di colore beige e quelle inferiori bianche. Presenta una caratteristica maschera facciale, costituita da una larga striscia nera estesa dal naso alla fronte, affiancata da due sottili strisce bianche. Il suo areale comprende le steppe e i semideserti di Sudan, Etiopia, Eritrea e Somalia. Prende il nome dallo scienziato tedesco Samuel Thomas Soemmerring.

### Specie estinte in epoca storica
- Eudorcas rufina (Thomas, 1894) - gazzella rossa; tutto ciò che rimane di questa specie dal mantello rosso scuro, diffusa sulla Catena dell'Atlante, sono tre pelli conservate nei musei. L'ultimo esemplare conosciuto, probabilmente, venne abbattuto nel 1894.
- Gazella arabica (Lichtenstein, 1827) - gazzella d'Arabia; diffusa un tempo nella Penisola Arabica, è ormai scomparsa da tempo. La sua esistenza è nota solamente a partire da un unico esemplare di sesso maschile, abbattuto intorno al 1825, conservato a Berlino.
- Gazella bilkis Groves e Lay, 1985 - gazzella dello Yemen; considerata talvolta una sottospecie della precedente, deve l'epiteto specifico al nome con cui viene indicata nel Corano la Regina di Saba. Rimase sconosciuta alla scienza fino al 1951, quando ne vennero catturati cinque esemplari sui monti intorno alla città di Ta'izz, attualmente conservati al Museo di Storia Naturale di Chicago. Da allora, non è più stata avvistata.
- Gazella saudiya Carruthers e Schwarz, 1935 - gazzella saudita; in passato era diffusa in Kuwait, Arabia Saudita e Yemen. È scomparsa, a causa della caccia indiscriminata, attorno alla metà del XX secolo, ma ne sopravvivono degli esemplari in cattività. Secondo studi recenti, tuttavia, tali esemplari non sono puri, bensì discendenti di animali incrociati con altre specie di gazzella.

## Altra accezione derivata
Con il termine gazzella si definisce comunemente un'autovettura veloce in dotazione al Nucleo operativo radiomobile dell'Arma dei Carabinieri.